# Zamek w Ryczowie
Zamek w Ryczowie – relikty zamku leżącego na Jurze Krakowsko-Częstochowskiej, we wsi Ryczów (województwo śląskie). 
Zamek został wybudowany w XIV wieku i funkcjonował przypuszczalnie do XV wieku. 

Pozostały z niego nieliczne ślady zachowane wokół wyniosłej skały Strażnicy, położonej na południe od wsi.
W źródłach pisanych brak wzmianek o zamku w Ryczowie, a przypuszczenia, że wzniósł go król Kazimierz Wielki, są tylko hipotezą. Nie jest wykluczone, że warownia uzupełniała lukę w systemie obronnym pomiędzy zamkami w Ogrodzieńcu (5 km), w Smoleniu (6 km) i w Bydlinie (7 km).  
Na podstawie wykopalisk archeologicznych i znalezionej w ich trakcie ceramiki przypuszcza się, że warownia została zbudowana w XIV wieku. Pierwszy dokument o wsi Ryczów pochodzi z 1388 roku, a kolejny z 1416 roku i wymienia Jana z Kwaśniowa jako trzymającego tę wieś w zastawie, ale nie ma w tym dokumentach wzmianki o obiekcie obronnym. Zamek składał się ze zbudowanej na wapiennej skale kamiennej wieży obronnej oraz z zamku dolnego. Wieża znajdująca się na szczycie skały była zbudowana na planie trapezu o wymiarach 16 x 11 x 12,5 x 10 m i była wzmocniona przyporami. Wieża miała 2 lub 3 piętra i wchodziło się do niej od wschodu po drewnianym pomoście opartym o skalny ostaniec, w którym odnaleziono ślady po podtrzymujących pomost słupach. Zamek dolny o wymiarach 15 x 25 metrów otaczał wał i sucha fosa oblicowana kamieniami. Dziedziniec zamku dolnego był wyłożony brukiem z drobnych otoczaków, a od strony skały dziedziniec był zabudowany drewnianą zabudową gospodarczą. Wjazd w obręb wału otaczającego zamek dolny znajdował się od strony północnej. Fosa miała szerokość 7-8,5 metra i poprzedzał ją drugi wał od zewnętrznej strony. Przypuszczalnie w XV wieku wzmocniono bramę od północny poprzez budowę przyczółka mostowego dźwigającego prawdopodobnie zwodzony most nad fosą. Dno fosy było przykryte wylewką wapienną. 
W okresie dwudziestolecia międzywojennego na skutek obsunięcia części skały zniszczeniu uległ północno-wschodni fragment zamku górnego. W latach 60. XX wieku zabezpieczono mury zamku górnego. 
Współcześnie zachowały się fragmenty murów oraz ziemny wał otaczający zamek dolny.

W 1990 i 1991 roku badania na terenie dawnego zamku w Ryczowie prowadzili Jacek Pierzak i Dariusz Rozmus.

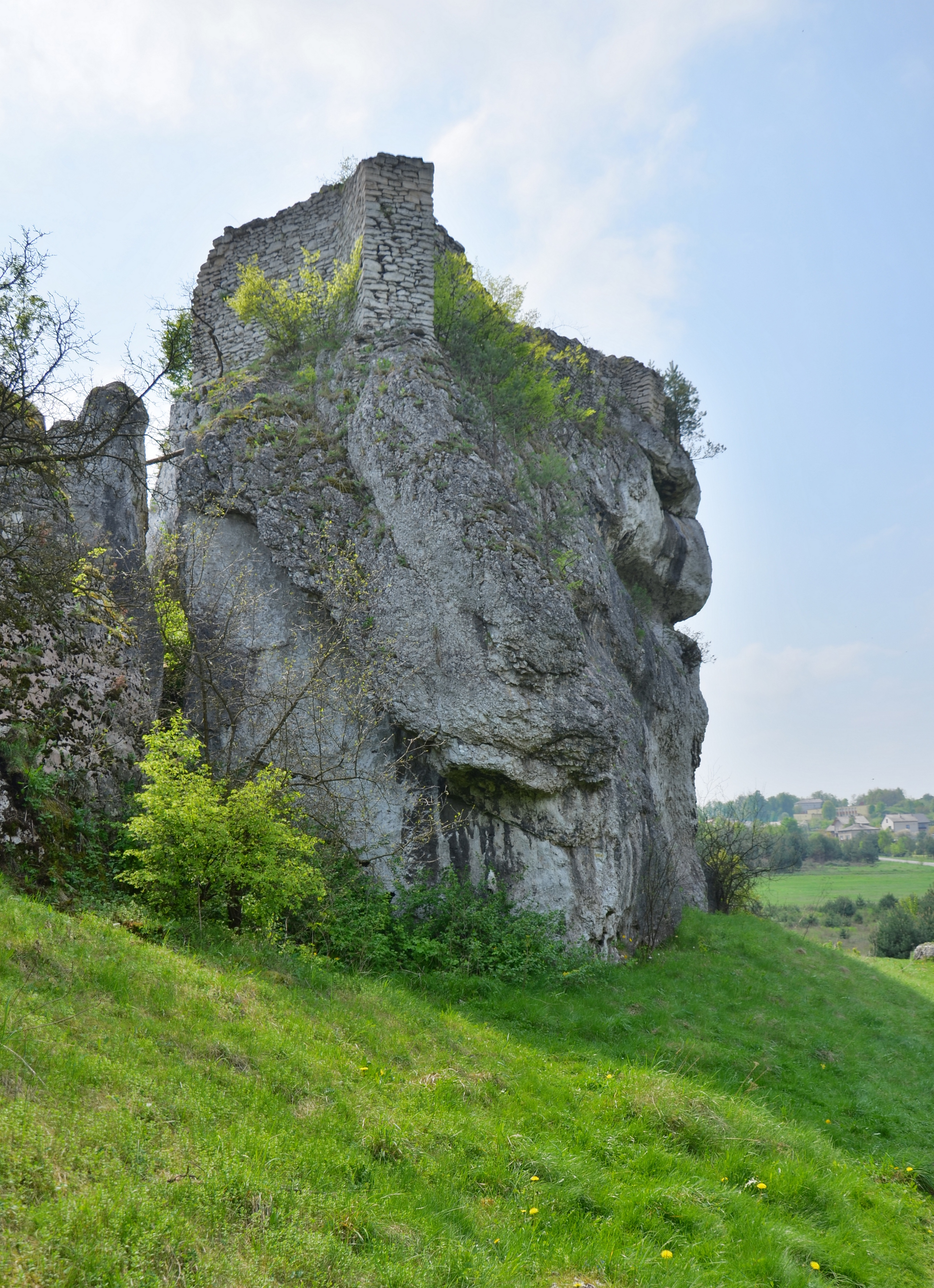
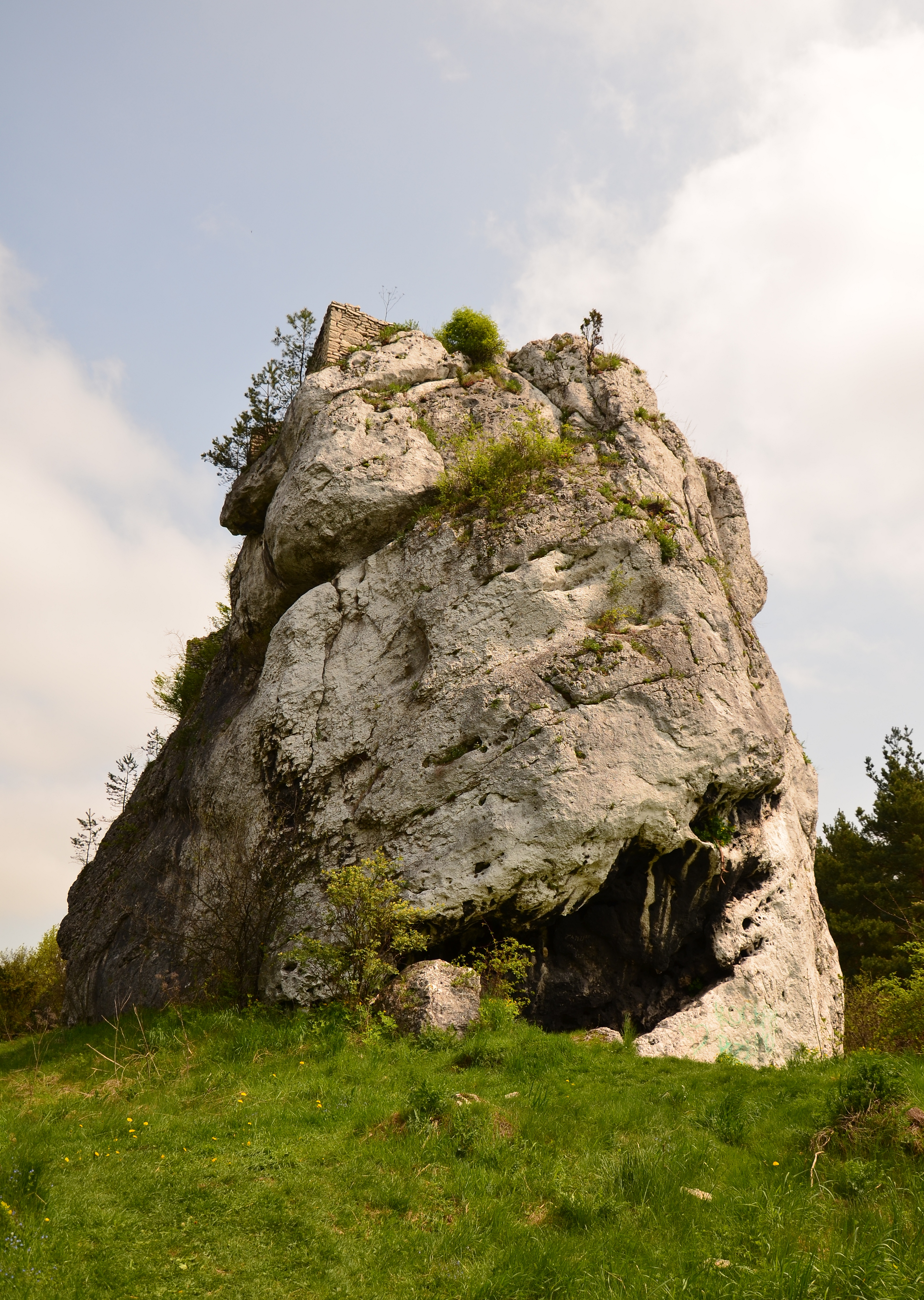
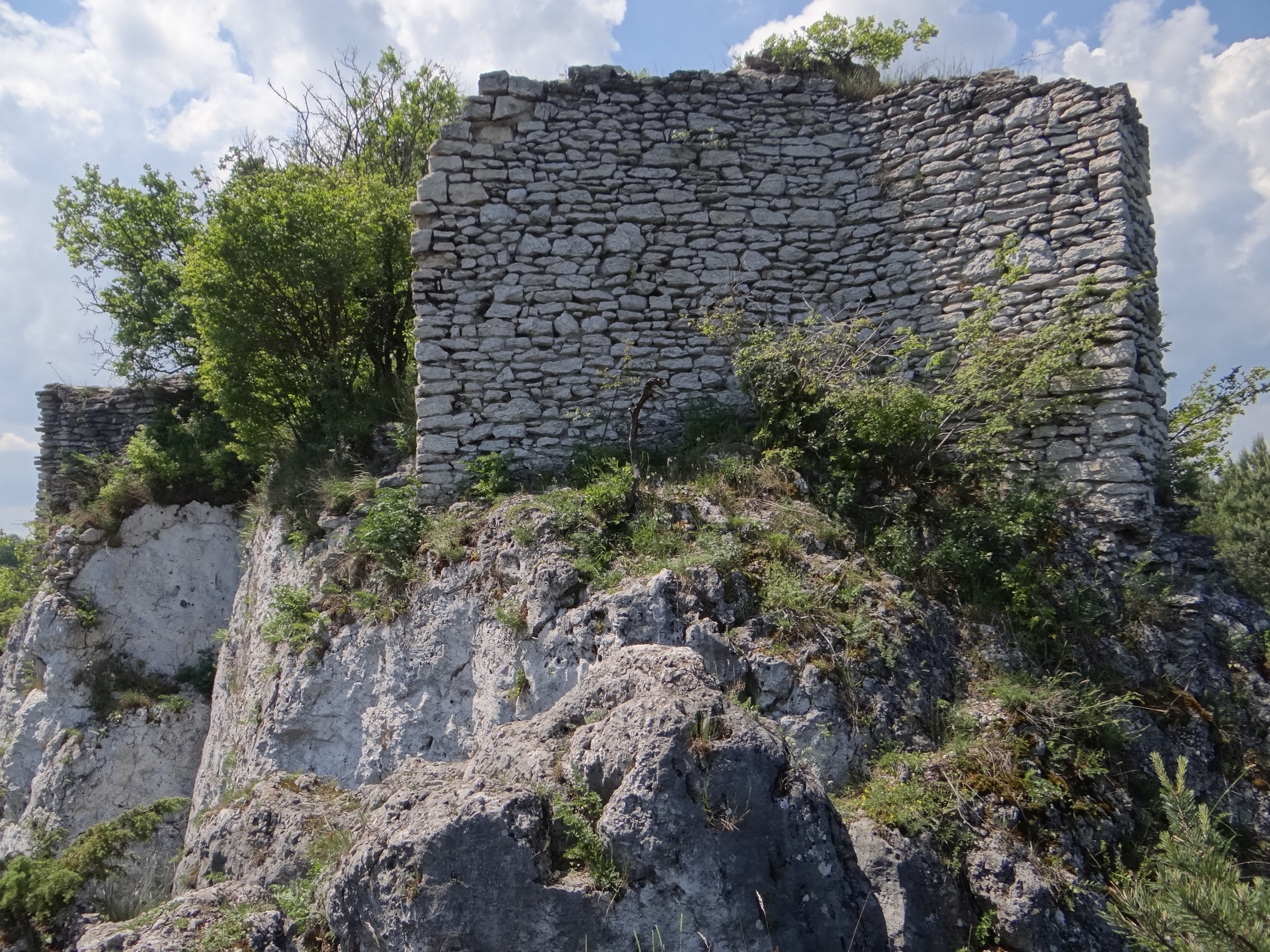
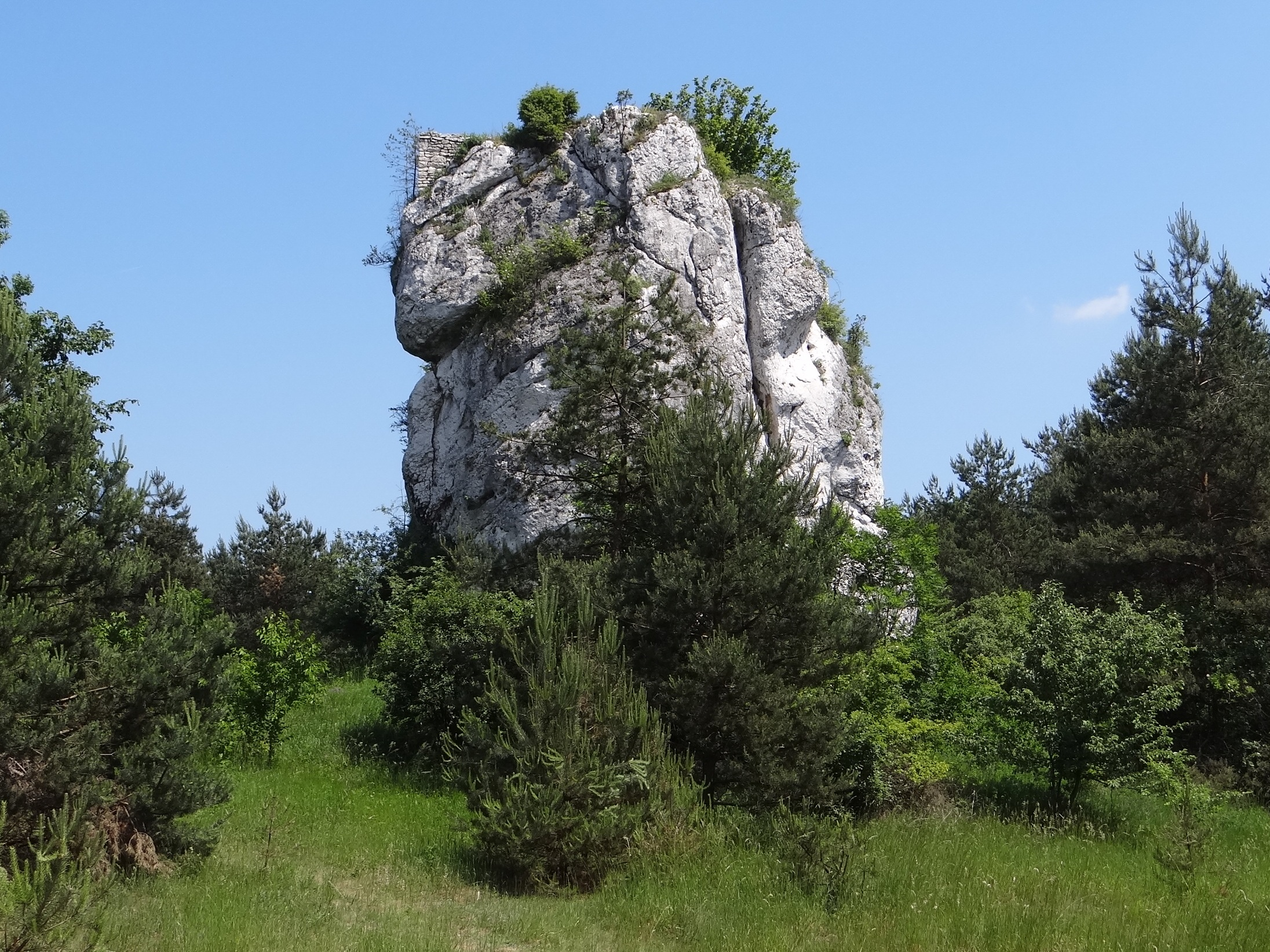
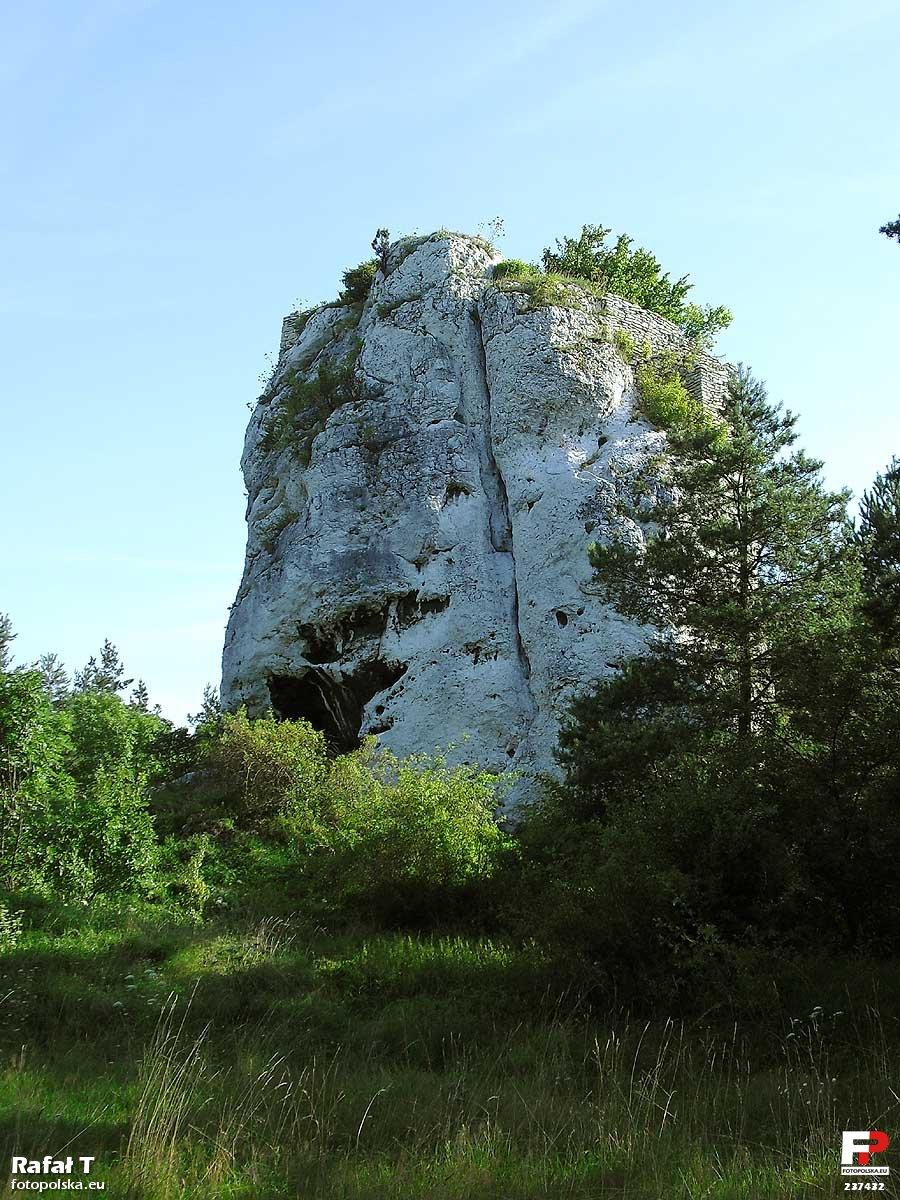
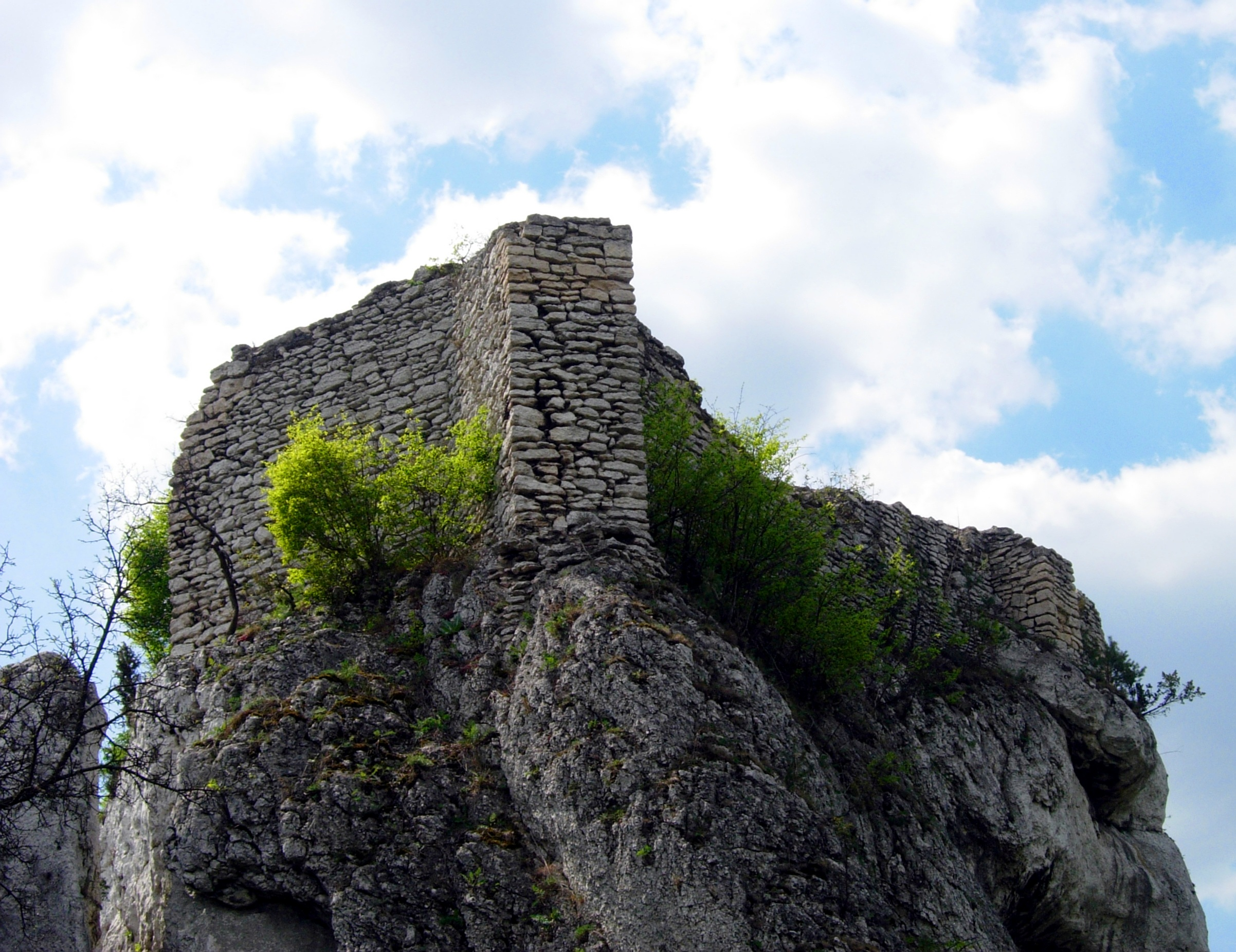